# 陈文𠄩
陈文𠄩（1925年1月—1975年5月1日），越南共和國陸軍准將，畢業於1951年大叻陸軍官校第7期。服役期間擔任過省長、兵種指揮官、軍事安全部門總監督和訓練區指揮官，最終職務是步兵師師長。於1975年4月30日西貢淪陷後自殺身亡。

## 生平
陳文𠄩1925年1月出生於越南西南部芹苴的一個地主家庭。1945年，他畢業於美湫的法國中學，獲得半部分秀才文憑（第一部分）。隨後，他被徵聘爲美湫的公務員，工作到入伍。